# Bitwa nad Litawą
Bitwa nad Litawą – starcie pomiędzy wojskami węgierskimi a austriackimi 15 czerwca 1246.

## Sytuacja ogólna
W 1241 Węgry stały się obiektem wielkiego najazdu Mongołów. Król Bela IV poniósł ciężkie straty, zwłaszcza w przegranej bitwie na równinie Mohi. Państwo zostało splądrowane i, w mniemaniu księcia austriackiego Fryderyka II Bitnego, stanowiło łatwy cel. Sam Fryderyk chciał bowiem poszerzyć swoje włości o przygraniczne ziemie zachodnich Węgier. Jego sytuację poprawiał fakt, że Bela IV nie mógł liczyć na żadną pomoc ze strony książąt polskich, których ziemie także zostały złupione a wojska rozbite.

## Bitwa i jej skutki
Wiosną 1246, oddziały austriackie pod dowództwem księcia Fryderyka II wkroczyły do zachodnich Węgier, a książę włączył przygraniczne komitaty, z miastami Mosonmagyaróvár, Sopronem oraz Vasvárem, do swoich posiadłości. Bela IV zebrał jednak pozostałości swoich wojsk oraz uzyskał wsparcie zięcia, księcia Rościsława Michajłowicza (męża królewny Anny) z dynastii Rurykowiczów (z linii czernihowskiej).
15 czerwca Węgrzy wydali bitwę austriackim agresorom nad graniczną rzeką Litawą. Dokładny przebieg starcia ani siły obydwu stron nie są znane. Nie wiadomo nawet gdzie dokładnie doszło do walki. Jedynie na podstawie opisu miejsca bitwy przez współczesnego wydarzeniom Ulryka von Liechtensteina przyjmuje się, że były to okolice Ebenfurthu i Neufeld an der Leitha. Austriacy wygrali samo starcie, ale Fryderyk II poległ. W tej sytuacji zwycięzcy natychmiast wycofali się do Austrii, a zagarnięte ziemie znalazły się znowu we władztwie węgierskim, sama rzeka Litawa pozostała zaś granicą austriacko-węgierską do 1918.
Śmierć Fryderyka II doprowadziła także do wygaśnięcia męskiej linii Babenbergów. W wyniku tego rozpoczęły się długotrwałe walki o księstwo austriackie.